# ماريا هاوكاس ميتيت
ماريا هاوكاس ميتيت (بالنرويجية: Maria Haukaas Mittet‏) هي مغنية نرويجية ولدت في يوم 3 أغسطس 1979 في قرية فنسنس في النرويج، بدأت الغناء في سنة 2004، مثلت النرويج في مسابقة الأغنية الأوروبية لسنة 2008.